# Prodotto intrecciato
In matematica, e più specificamente nella teoria dei gruppi, il prodotto intrecciato di due gruppi è una costruzione basata sul prodotto semidiretto. Il prodotto intrecciato è uno strumento importante nella classificazione dei gruppi di permutazioni e fornisce anche un metodo per costruire esempi di gruppi dalle proprietà interessanti.